# Dolná Súča
Dolná Súča (in tedesco Niedersutsch, in ungherese Alsószúcs) è un comune della Slovacchia facente parte del distretto di Trenčín, nella regione omonima.
Fu menzionato per la prima volta in un documento storico nel 1208 con il nome di Suchan, quando l'intera regione viene indicata come Cantone di Suča. Nel 1244, con il nome di Zuchan, divenne un feudo dei conti Bogomer / Bogomerov, che si intitolarono Signori di Suča. Qui edificarono il proprio castello (Castrum Zucha), oggi scomparso. Nel 1474 passò dalla Corona d'Ungheria alla Signoria di Trenčín.
Ha dato i natali all'etnografo ed etnologo Ján Podolák, che fu autore di una monografia sul paese natale.